# Hydroeciodes jalapae
Hydroeciodes jalapae är en fjärilsart som beskrevs av Embrik Strand 1917. Hydroeciodes jalapae ingår i släktet Hydroeciodes och familjen nattflyn. Inga underarter finns listade i Catalogue of Life.